# Adapsilia crassipes
Adapsilia crassipes är en tvåvingeart som beskrevs av Valery Korneyev 2006. Adapsilia crassipes ingår i släktet Adapsilia och familjen Pyrgotidae.
Artens utbredningsområde är Kongo. Inga underarter finns listade i Catalogue of Life.